# Brodenbach

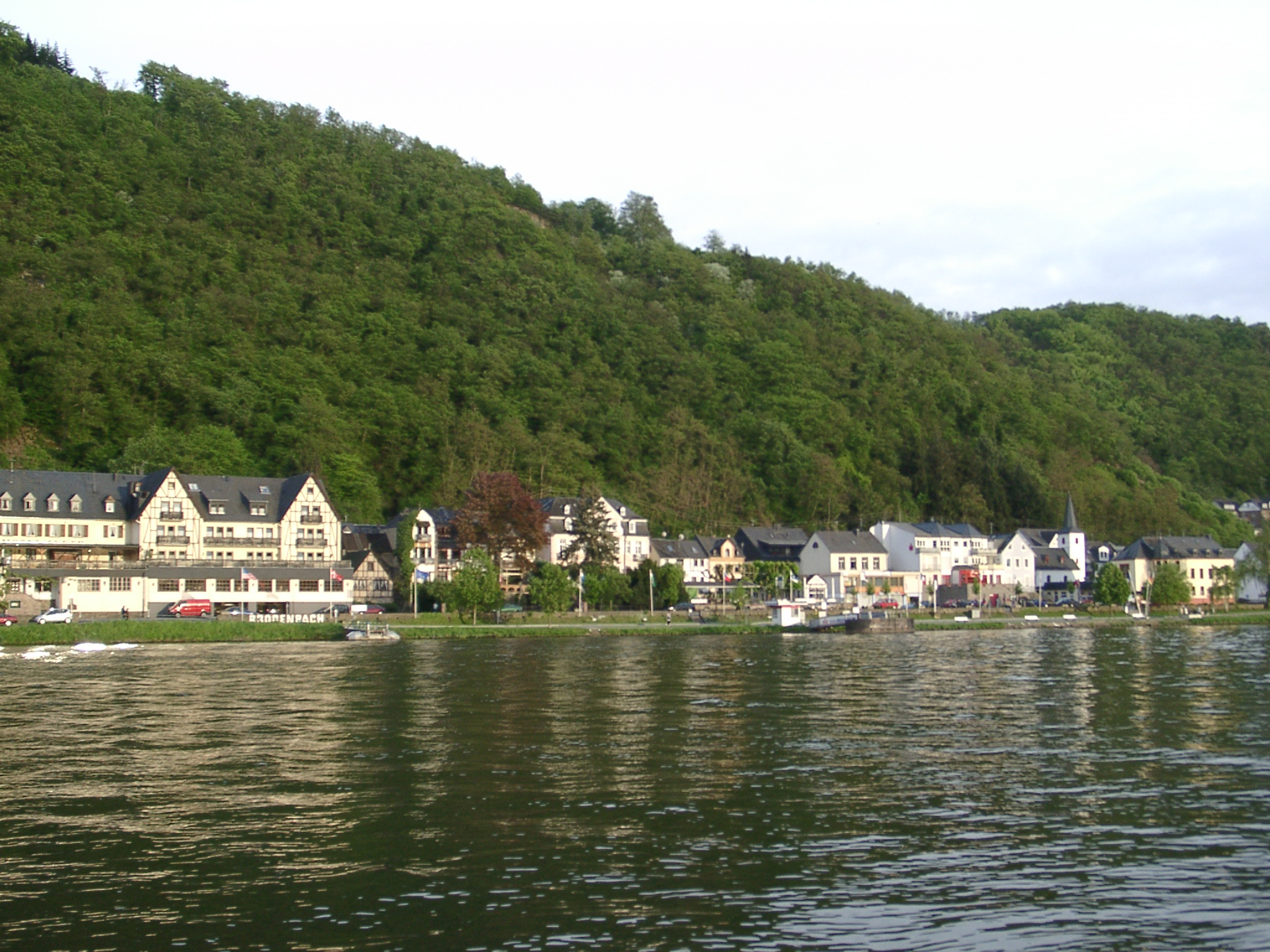
1. Ortsansicht vom anderen Moselufer aus

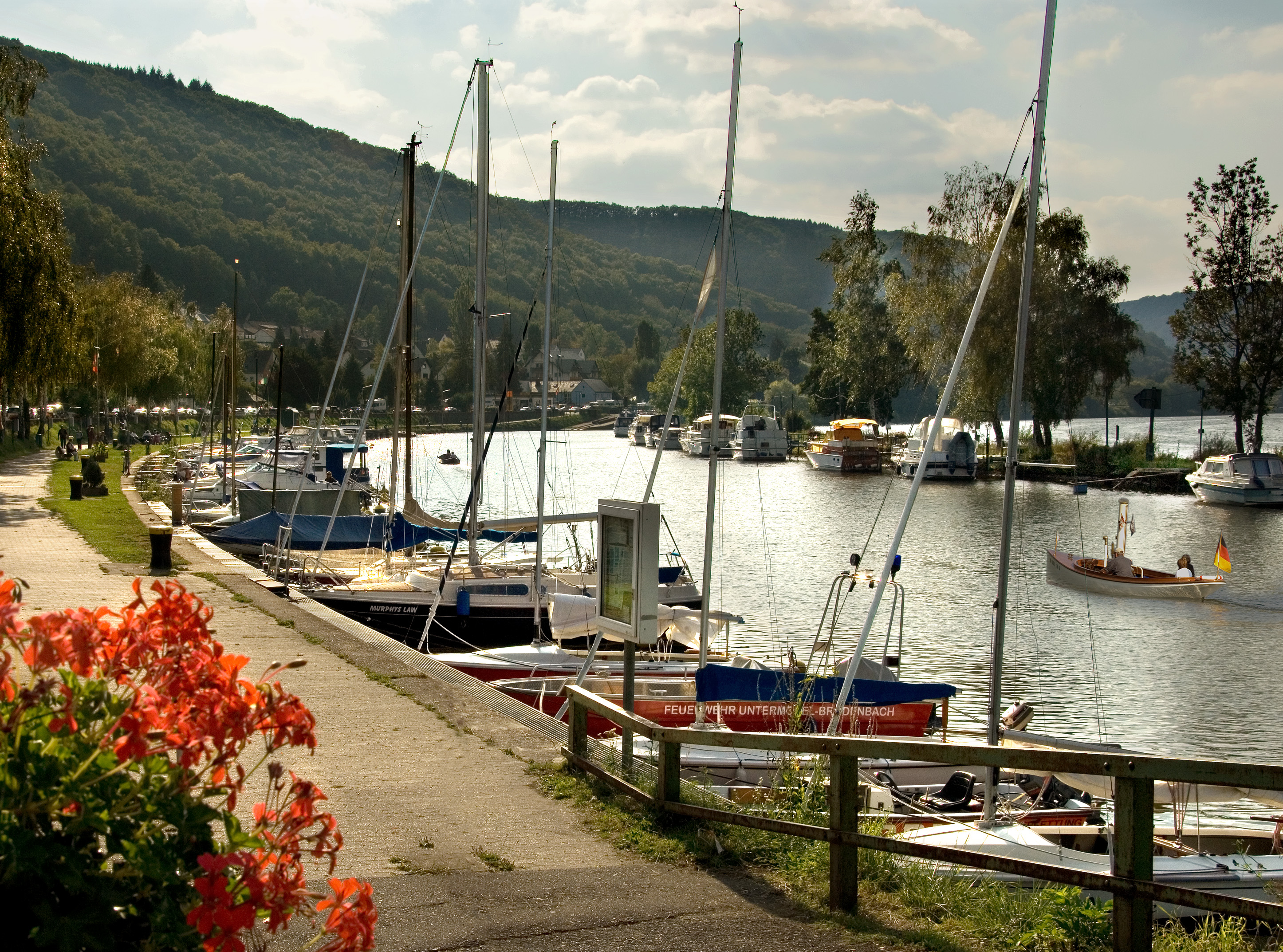
2. Sportboothafen an der Mosel

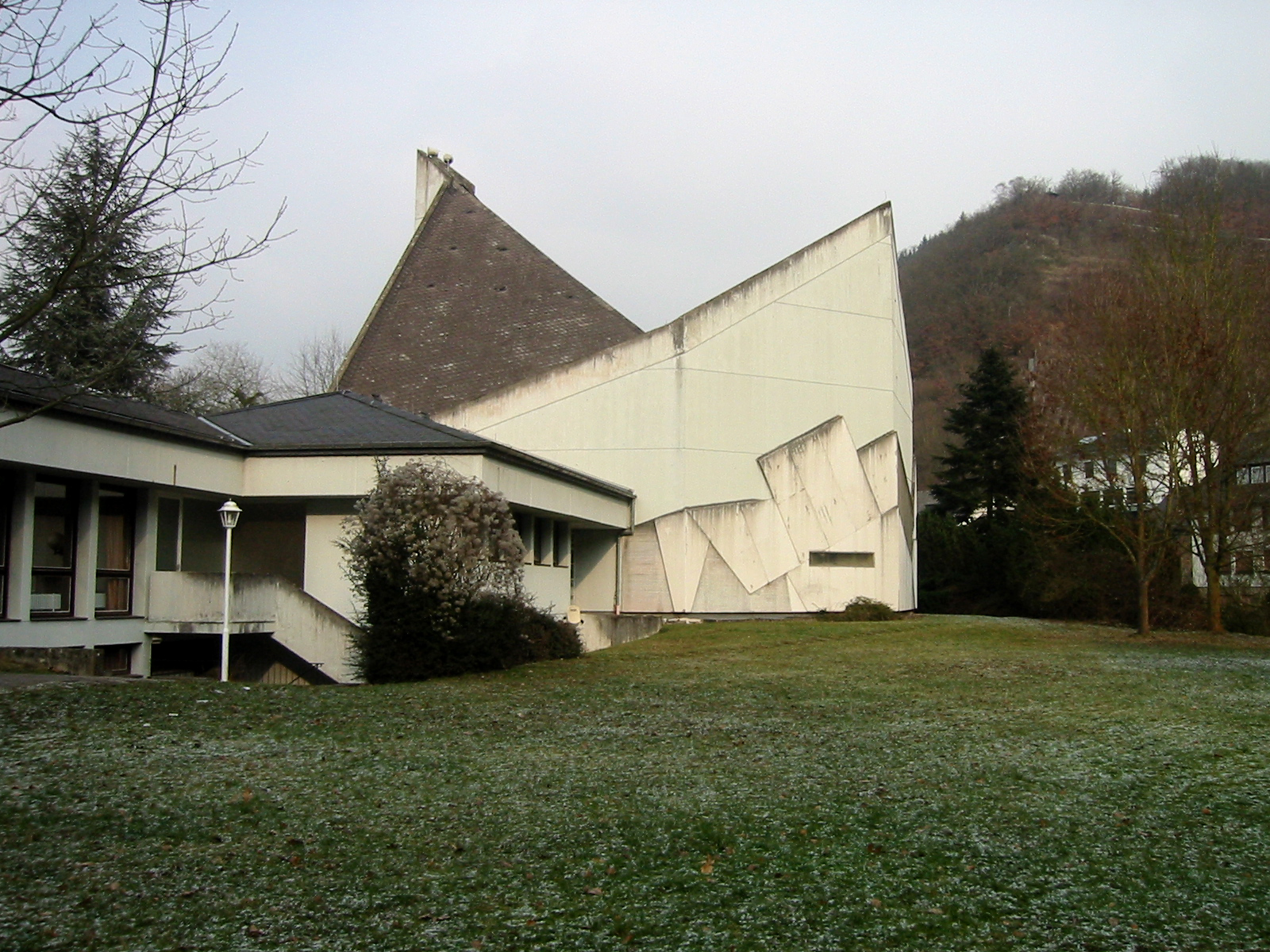
3. Kath. Ortskirche „Vom Heiligen Kreuz“. Erbaut 1971–1973

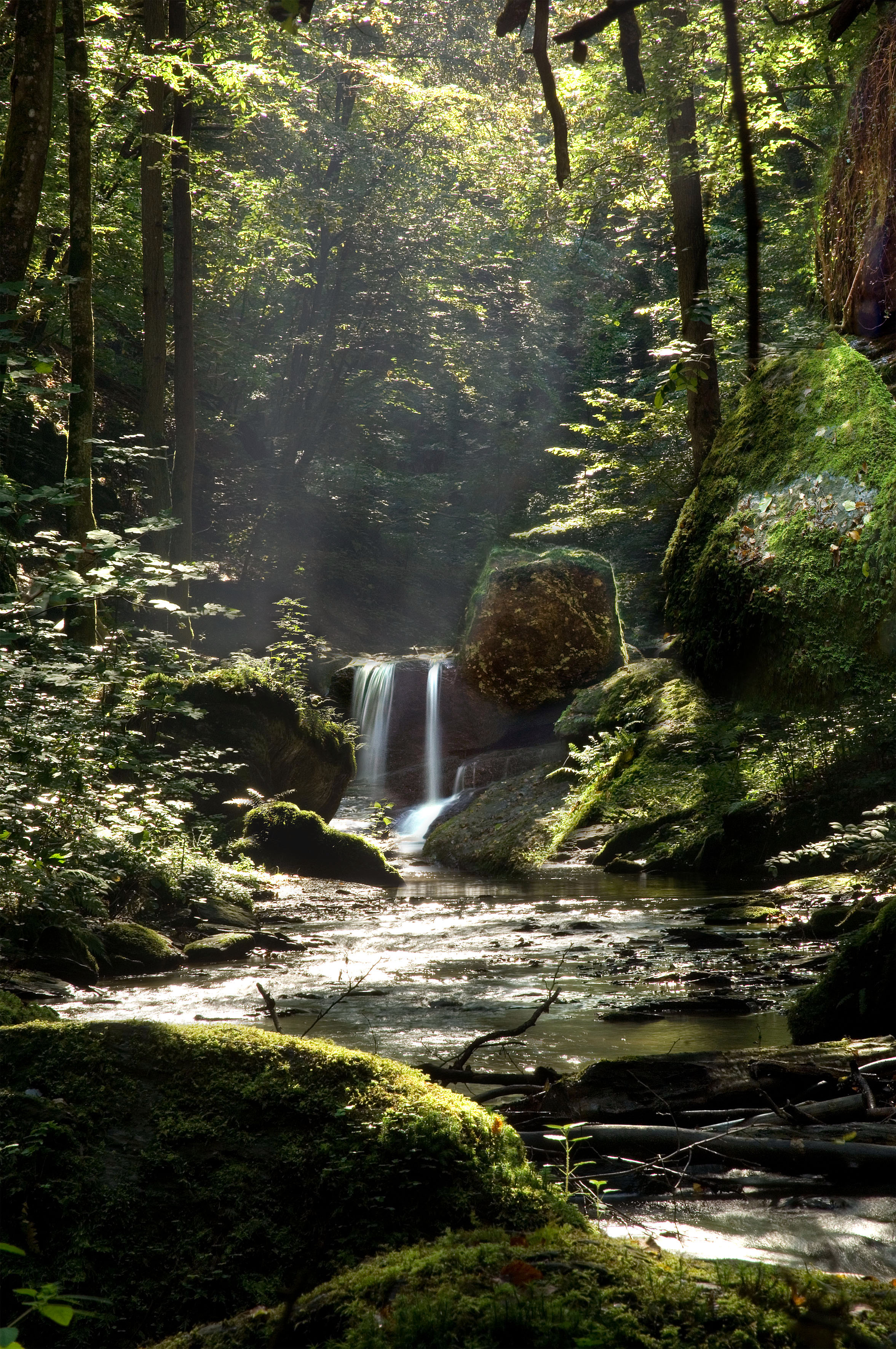
4. Wasserfall in der Ehrbachklamm

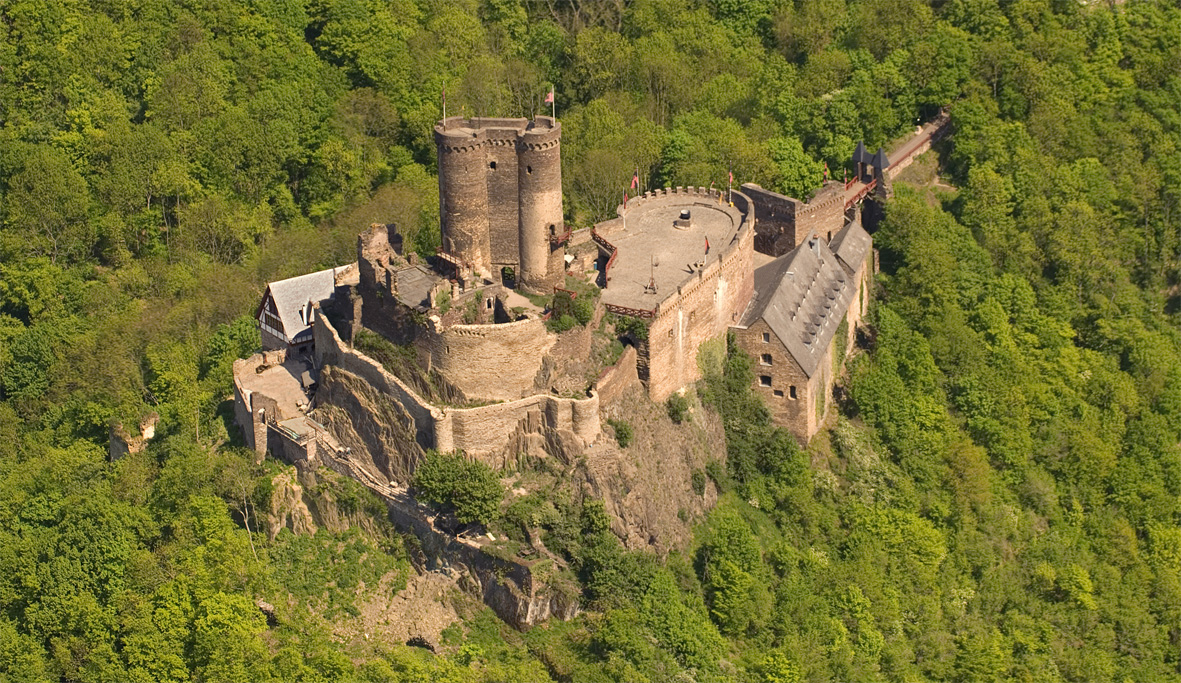
5. Die Ehrenburg aus der Vogelperspektive

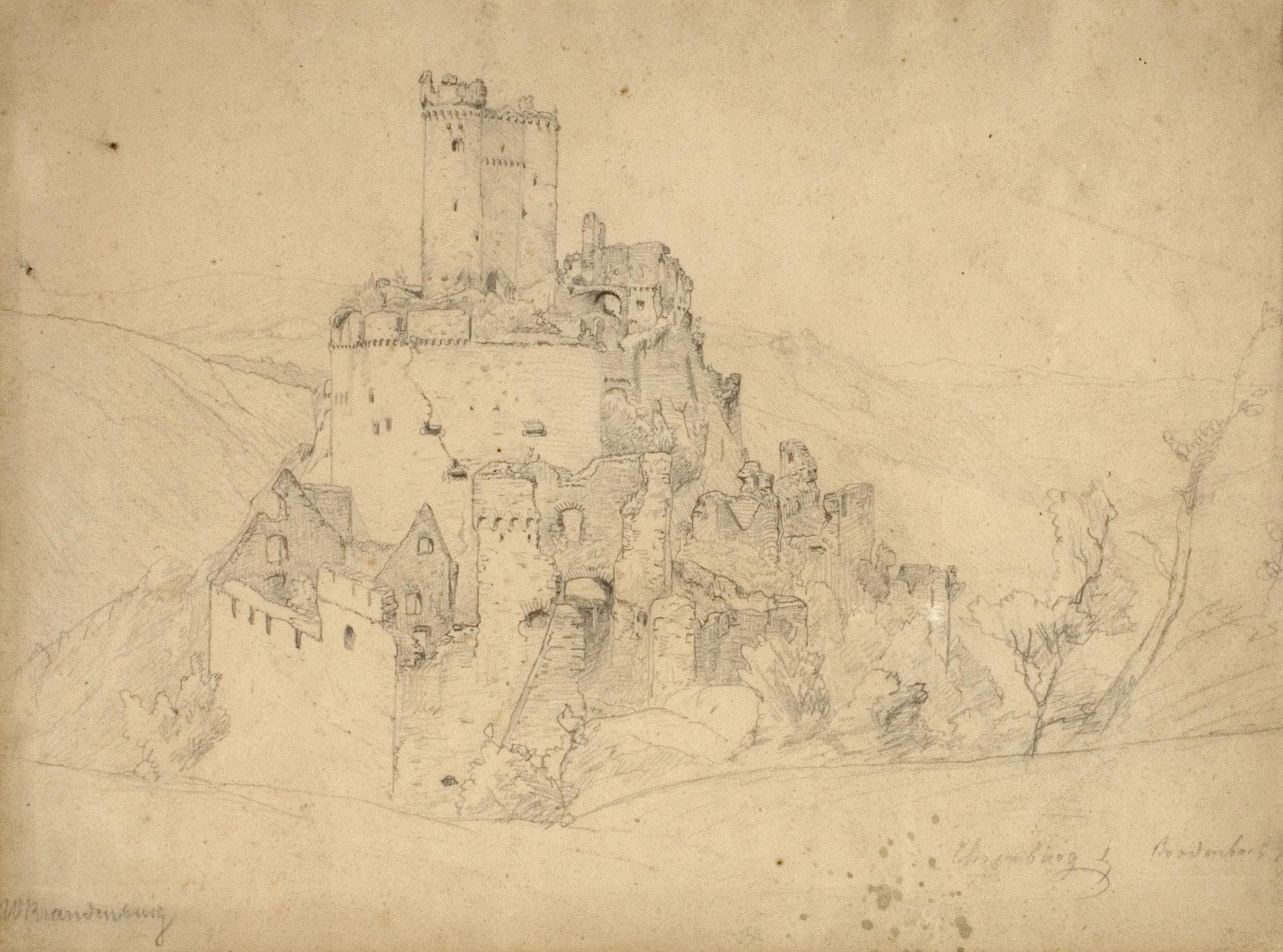
6. Die Ehrenburg um 1860. Zeichnung von W. Brandenburg

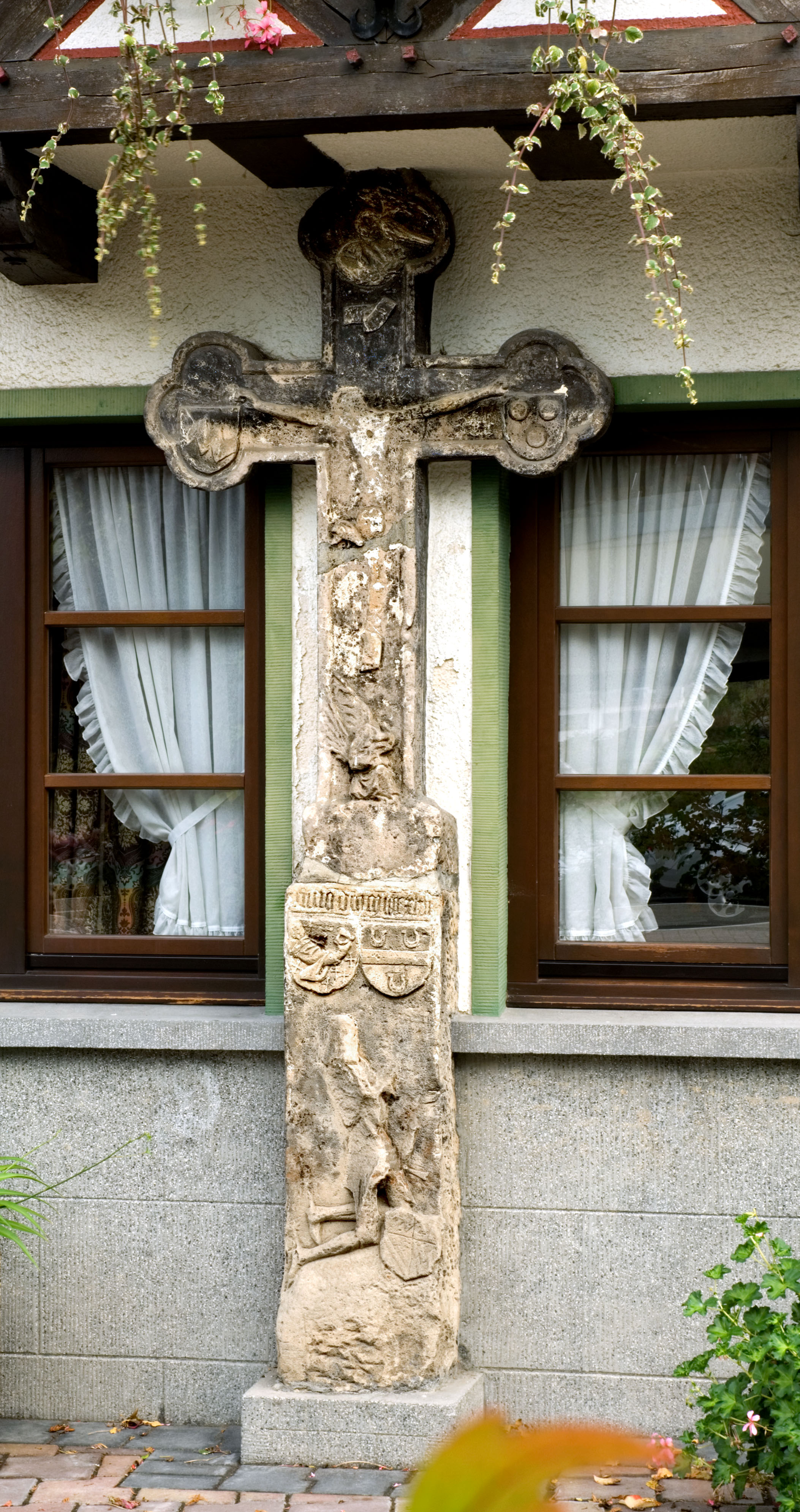
7. Spätgotisches Votivkreuz für einen Ritter der Ehrenburg

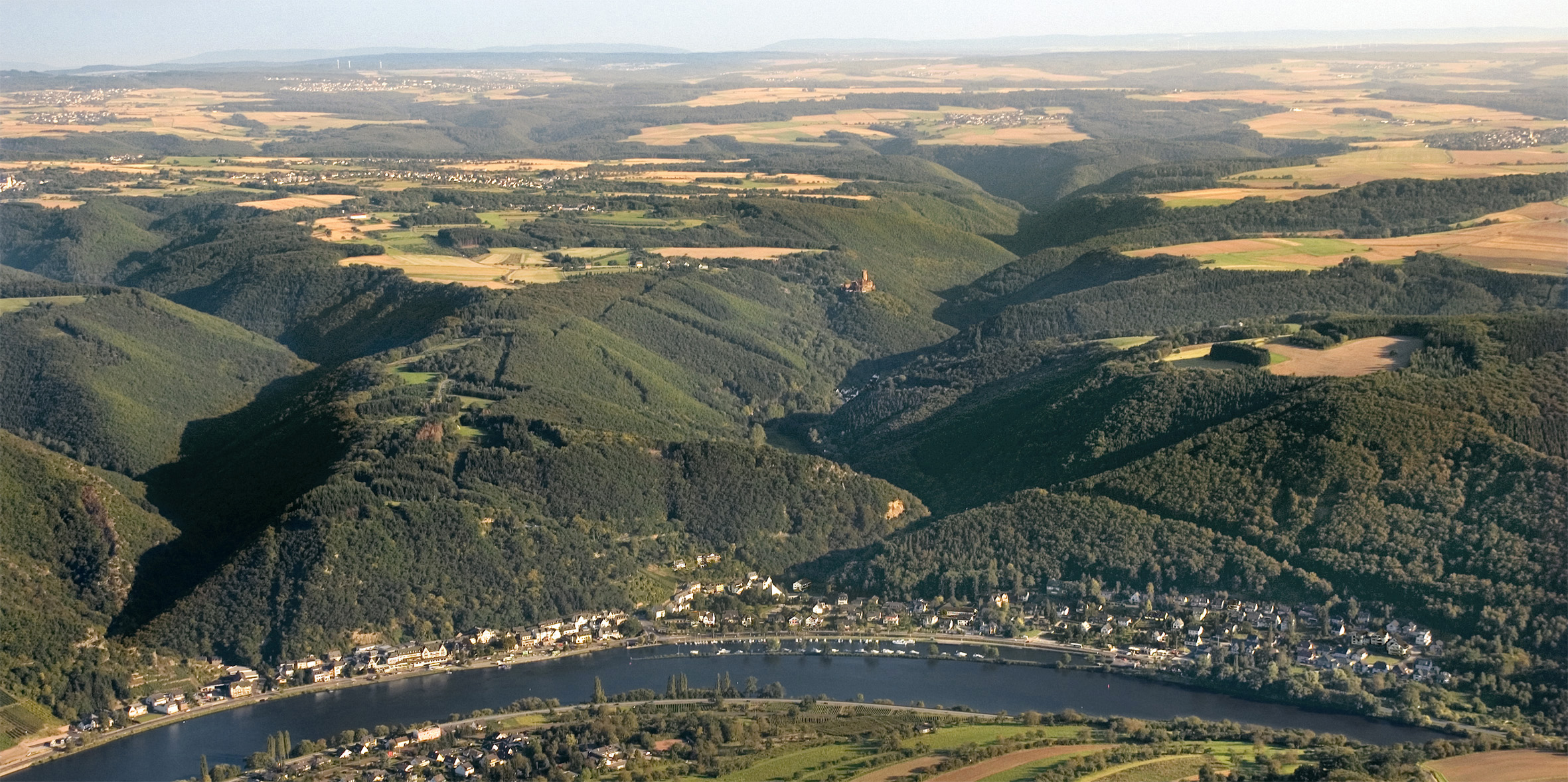
Panorama von Brodenbach mit (links) dem Brodenbach- und (rechts) dem Ehrbachtal

Brodenbach ist eine Ortsgemeinde an der Terrassenmosel im Landkreis Mayen-Koblenz in Rheinland-Pfalz. Sie gehört der Verbandsgemeinde Rhein-Mosel an, die ihren Verwaltungssitz in Kobern-Gondorf hat. Brodenbach ist ein staatlich anerkannter Erholungsort.

## Gemeindegliederung
Brodenbach gliedert sich in den ursprünglichen, alten Ortskern entlang der Mosel, zwischen der Brodenbach- und der Ehrbachmündung, und ein südlich sich daran anschließendes, seit den 1970er Jahren stetig wachsendes Wohn- und Neubaugebiet. Im Ehrbachtal, unterhalb der Ehrenburg, liegt der Ortsteil Ehrenburgertal. Auf den Höhen des Vorderhunsrücks sind Kröpplingen, der Stabenhof und die Jahrsberger Höfe weitere Teile der Gemeinde. Zudem gehören die Wohnplätze Brandengrabenmühle, Gilberts-/Mauers-Mühle, Haus Sonnenwinkel, Linkemühle, Sägewerk Peifer und Vogelsang zu Brodenbach.

## Geschichte
Zu Beginn des 19. Jahrhunderts, mit der preußischen Verwaltungsreform von 1816/17, erhielten die vorher zumeist der Reichsritterschaft Ehrenberg gehörenden Höfe, Mühlen und Siedlungen am unteren Broden- und Ehrbach den Status einer Gemeinde. Heimatkundliche Beschreibungen erwähnen Bodenfunde aus römischer und fränkischer Zeit. Sie lassen Ansiedlungen vermuten, die bereits vor dem Bau der heutigen Ehrenburg am Anfang des 12. Jahrhunderts existierten. Eine erste Ortsnamensnennung erscheint 1189 in einer Lehensurkunde des Bischofs von Köln. Der Name Brodinheim bezeichnet darin einen Lehensbesitz des Kölner Klosters St. Panthaleon. In Landkarten des Kurfürstentums Trier für das 16. Jahrhundert erscheint aber diese Ortsbezeichnung nicht mehr. Es wird vermutet, dass diese Siedlung lange vorher zu einer Wüstung geworden war.
Bis zum Ende der Kurfürstentümer Pfalz und Trier, als Folge der Französischen Revolution, waren die verschiedenen Höfe und Siedlungen des heutigen Brodenbachs überwiegend Lehensbesitz der Grafen von Sponheim, bzw. der Kurfürsten von der Pfalz. Kirchenrechtlich gehörten die Bewohner zur Pfarrei Löf auf der gegenüberliegenden Moselseite im kurtrierischen Amt Münstermaifeld. Anfang des 19. Jahrhunderts wurde Brodenbach als Bürgermeisterei Brodenbach der Verwaltungssitz einer preußischen Kommunalverwaltung für mehrere Orte der rechtsseitigen Untermosel und des Vorderhunsrücks. 1970 wurde Brodenbach Teil der 1970 neu gebildeten Verbandsgemeinde Untermosel, seit 2014 gehört sie der Verbandsgemeinde Rhein-Mosel an.
Bevölkerungsentwicklung
Die Entwicklung der Einwohnerzahl von Brodenbach, die Werte von 1871 bis 1987 beruhen auf Volkszählungen:
| Jahr | Einwohner |
| ---- | --------- |
| 1815 | 326       |
| 1835 | 411       |
| 1871 | 476       |
| 1905 | 517       |
| 1939 | 587       |
| 1950 | 659       |
| 1961 | 585       |

| Jahr | Einwohner |
| ---- | --------- |
| 1970 | 593       |
| 1987 | 633       |
| 1997 | 696       |
| 2005 | 683       |
| 2011 | 596       |
| 2017 | 650       |
| 2022 | 672       |

## Politik

### Gemeinderat
Der Gemeinderat in Brodenbach besteht aus zwölf Ratsmitgliedern, die bei der Kommunalwahl am 9. Juni 2024 in einer personalisierten Verhältniswahl gewählt wurden, und dem ehrenamtlichen Ortsbürgermeister als Vorsitzendem.
Die Sitzverteilung im Gemeinderat:
| Wahl | SPD | CDU | FW * | Gesamt   |
| ---- | --- | --- | ---- | -------- |
| 2024 | –   | 5   | 7    | 12 Sitze |
| 2019 | –   | 5   | 7    | 12 Sitze |
| 2014 | –   | 5   | 7    | 12 Sitze |
| 2009 | –   | 7   | 5    | 12 Sitze |
| 2004 | 2   | 7   | 3    | 12 Sitze |

### Bürgermeister
Andreas Griebel (CDU) wurde am 22. Mai 2023 Ortsbürgermeister von Brodenbach. Da für eine am 3. Juli 2022 angesetzte Direktwahl kein Wahlvorschlag eingereicht wurde, oblag die Wahl gemäß Gemeindeordnung dem Rat. Bei der Direktwahl am 9. Juni 2024 wurde Griebel ohne Gegenkandidat mit 82,4 % der Stimmen in seinem Amt bestätigt.
Griebels Vorgänger Jörg Winter (Freie Wähler) hatte das Amt am 15. August 2019 übernommen. Da bei der Direktwahl am 26. Mai 2019 kein Bewerber angetreten war, wurde er durch den Ortsgemeinderat für fünf Jahre gewählt. Winter legte das Amt jedoch aus gesundheitlichen Gründen mit Wirkung zum 15. April 2022 vorzeitig nieder. Winters Vorgänger war Jens Firmenich (CDU), der nach zehn Jahren im Amt 2019 nicht erneut kandidiert hatte.

### Wappen
Das Wappen der Gemeinde Brodenbach zeigt auf rotem Grund zwei weiße, aufgerichtete Vogelschwingen und auf blauem Grund die äußere Form einer Kirche. Zwischen beiden Bildern verläuft ein geschrägter, gewellter weißer Balken. Brodenbach erhielt 1980 dieses Wappen. Es wurde im Zusammenhang mit der vorausgegangenen Eingliederung in die Verbandsgemeinde Untermosel, im Landkreis Mayen-Koblenz, gestaltet.
Das (silberne) Flügelpaar (Flug) war das Wappen der Freiherren von Cloth, die bis 1798 Ritter der Reichsritterschaft Ehrenberg waren. Die Familie von Cloth stiftete in Brodenbach die kath. Kirche St. Johannes von Nepomuk (seit 1995 Bürgersaal), gründete eine erste Dorfschule und errichtete, nach der Zerstörung der Ehrenburg, in Brodenbach ein repräsentatives, barockes Wohnhaus mit Kellereianlagen für den umfangreichen Ehrenbergischen Weinbergsbesitz. Die Kirchenabbildung zeigt in grafisch gestalteter Form die katholische Ortskirche „Vom Heiligen Kreuz“. Die Kirche wurde zwischen 1971 und 1973 erbaut. Architekt war Werner Köster aus Düsseldorf.
Der schräge, gewellte, weiße Balken soll den Mosellauf darstellen und an die vermutlichen Erbauer der Ehrenburg erinnern, die in ihrem Wappen einen schrägen Balken auf blauem Feld zeigten.

## Sehenswürdigkeiten
- Abb. 3. Die katholische Kirche „Vom Heiligen Kreuz“. Sie wurde nach dem Entwurf des Düsseldorfer Architekten Werner Köster zwischen 1971 und 1973 – entgegen traditionellen Kirchenbauweisen – mit sechseckigem Grundriss im Sichtbeton-Baustil erbaut. Ein stilistisches Vorbild war die 1965 fertiggestellte Kathedrale St. Marien des japanischen Architekten Kenzō Tange in Tokio. Die Bauräte waren A. Peitz und F.J. Ronig vom bischöflichen Generalvikariat des Bistums Trier. Die Glasfenster wurden von Bodo Schramm aus Köln gestaltet. Im Inneren der Kirche sind ein Rokokoaltar und mehrere spätgotische und barocke Sakralfiguren aus der ehemaligen, alten Ortskirche St. Johannes Nepomuk zu sehen.[12]
- Abb. 4. Die Ehrbachklamm, eine „wildromantische“, nur zu Fuß begehbare Felspassage des Ehrbachtals. In der Nähe das in die Ruine einer Reichsburg erbaute Schloss Schöneck und die Ruine Rauschenburg, eine im 14. Jahrhundert von Bischof Balduin von Luxemburg während der Eltzer Fehde erbaute Trutzburg.
- Abb. 5. und 6. Die Ehrenburg. Eine Burgruine auf einem Felssporn über dem Ehrbachtal, mit Resten einer staufischen Kernburg aus dem 12. Jahrhundert und einer fast vollständig erhaltenen Doppelturmanlage aus der Mitte des 14. Jahrhunderts. Ein Rampenturm für Geschütze aus dem späten 15. Jahrhundert ist ein sehenswertes Beispiel spätmittelalterlicher Festungsarchitektur. Seit Ende des 20. Jahrhunderts machen Sicherungs- und Wiederherstellungsarbeiten an der Ruine die ursprünglichen Dimensionen der Burganlage sichtbar.
- Abb. 7. In der Ortsmitte, in einer Hausfassade, ein Votivkreuz aus Sandstein für einen Ritter Cuno von Pyrmont und von Ehrenberg mit Datumsinschrift „Anno 1446“. Gut erhalten sind die Wappen der moselländischen und niederrheinischen Adelsfamilien von Gronsvelt, von Lösenich, von Pyrmont, Bongart zur Heyden und ein Allianzwappen Ehrenberg-Pyrmont. Der auf dem Kreuz dargestellte Ritter ist auch bekannt als der abgebildete Stifter in einem dreibahnigen Marienfenster der Karmeliterkirche von Boppard (heute Salve Regina University, Newport, USA).[13]

Siehe auch: Liste der Kulturdenkmäler in Brodenbach

## Weinbau
Der Weinbau hat in Brodenbach eine lange Tradition. Lehensurkunden der Grafen von Sponheim beschreiben dort Anfang des 15. Jahrhunderts Weinbergslagen als Besitz der Reichsherrschaft Ehrenberg. 1581 führte die Kellerverwaltung fast 10 Fuder (1 trierisches Fuder = ca. 960 Liter) als Drittel-Pachtzins an ihre Herrschaft ab. Ende des 17. Jahrhunderts bezifferte ein Pachtvertrag die ehrenbergischen Weinberge mit 60.000 Stock. Die preußische Verwaltung schickte 1819 an 27 Pächter von rund 40.000 ehemaligen Weinstöcken des Adels (der Ort zählte in dieser Zeit rund 40 Haushalte) den Bescheid, dass ihre Weinlagen nur in die 3. Klasse eingestuft sind. Um 1900 hat eine Familie, die schon früher Generalpächter der Ehrenberger Verwaltung gewesen war, einen großen Teil der Brodenbacher Lagen zu einem Weingut mit rund 60.000 Stöcken arrondiert. In den frostkalten Wintern Mitte der 1950er Jahre erfroren viele Weinstöcke, vor allem in den Moselseitentallagen. Ihre Besitzer gaben danach den immer unwirtschaftlicher werdenden Anbau auf. Heute, in 2008, betreiben noch drei Winzerfamilien den Weinbau, bevorzugt mit der Rebsorte Riesling. Ein großer Teil ihrer Lagen liegt in der Gemarkung der Nachbargemeinde Alken. Mit Einführung der Bezeichnungsvorschriften im Deutschen Weingesetz von 1971 verloren die Brodenbacher Winzer daher die Möglichkeit, ihre Weine aus der bekannten Lage „Hunnenstein“, als Brodenbacher Gewächs zu bezeichnen. Einzig der „Neuwingert“ ist daher noch auf Brodenbacher Weinetiketten zu finden.

## Lage und Verkehr
Brodenbach liegt zwischen Koblenz – Treis-Karden – Cochem am rechten Ufer der Terrassenmosel. An der Mosel entlang führt die B 49 durch den Ort.
Brodenbach liegt im Gebiet des Verkehrsverbundes Rhein-Mosel. Wochentags etwa stündlich, am Wochenende seltener verkehrt die Buslinie 31 nach Koblenz Hbf und Burgen (Untermosel). Zweimal täglich fährt außerdem die Linie 630 nach Emmelshausen, im Sommer auch nach Treis-Karden.
Der nächste Bahnhof ist Löf an der Moselstrecke Koblenz – Treis-Karden – Trier, auf der anderen Seite des Flusses gelegen.
Ein größerer Hafen mit Vorgelände wird von der Berufsschifffahrt und von Wassersport- und Freizeitbooten als Schutz- und Liegeplatz genutzt.

## Erholungsort
Die beiden waldreichen Seitentäler, Ehrbachtal und Brodenbachtal, führen dem Moselort ständig frische Luft zu. Brodenbach ist darum ein staatlich anerkannter Erholungsort. Bereits Ende des 19. Jahrhunderts war der Fremdenverkehr für Brodenbach ein wichtiger Wirtschaftsfaktor. Die verkehrsgünstige Lage, als Ausgangspunkt für viele Ausflugs- und Wanderziele, ließ den Deutschen Jugendherbergsverband hier 1928 die erste Jugendherberge auf linksrheinischem Gebiet einrichten.

## Veranstaltungen
- Einmal jährlich (im Monat Mai oder Juni) findet in Brodenbach ein Internationales ADAC-Motorbootrennen auf der Mosel statt.
- Das Wein- und Heimatfest wird jährlich am zweiten Wochenende im Monat September gefeiert.